# Theodore Chanler
Theodore Ward Chanler (Newport, 29 aprile 1902 – Boston, 27 luglio 1961) è stato un compositore statunitense.

## Biografia
Chanler nacque il 29 aprile 1902 a Newport, nel Rhode Island. Era uno dei figli del maggiore Winthrop Astor Chanler e Margaret Ward (nata Terry) Chanler, autrice e musicista. Il padrino di Theodore era il presidente Theodore Roosevelt, che assistette al suo battesimo a Newport nel 1902. Sebbene lui fosse nato a Newport, la sua famiglia si trasferì presto a Geneseo, New York, dove crebbe nella tenuta di famiglia, Sweet Briar Farms. I suoi nonni paterni erano Margaret Astor (nata Ward) Chanler (1838-1875), membro della famiglia Astor e John Winthrop Chanler (1826-1877), rappresentante alla Camera degli Stati Uniti per New York. I suoi nonni materni erano Louisa (nata Ward) Crawford Terry e l'artista Luther Terry (morto nel 1900). La madre di lei era la vedova dello scultore Thomas Crawford, che morì nel 1857 e con il quale ebbe quattro figli tra cui F. Marion Crawford e Mary Crawford Fraser. Sua nonna era una sorellastra di F. Marion Crawford e una nipote di Julia Ward Howe.
Chanler studiò pianoforte mentre era un giovanotto a Boston, quindi studiò pianoforte sotto Buhling e contrappunto sotto Goetschius all'Institute of Musical Art di New York. Dal 1920 al 1923 studiò al Cleveland Institute of Music e tra il 1924 e il 1927 in Europa, prima ad Oxford, poi a Parigi sotto Nadia Boulanger. Divenne critico musicale per il Boston Herald nel 1934 e insegnò nel Massachusetts negli anni '40 e '50. Contribuì anche regolarmente alla rivista americana Modern Music. Le opere più note di Chanler sono le sue canzoni, che sono circa una cinquantina. Ha anche composto un balletto, un'opera (The Pot of Fat, 1955), brani corali, opere per gruppi da camera e brani per pianoforte solista. Nel 1940 gli fu conferito il premio League of Composers Town Hall per il suo ciclo di canzoni, Four Rhymes from Peacock Pie e, nel 1944, ricevette una Borsa di studio Guggenheim.

### Carriera da insegnante
Dal 1945 al 1947 insegnò alla facoltà del Conservatorio Peabody di Baltimora. Ha anche insegnato alla Longy School of Music del Bard College di Cambridge, nel Massachusetts.

## Vita privata
A Parigi nel 1931 Chanler si sposò con Maria (nata De Acosta) Sargent (1880-1970), figlia di Ricardo de Acosta. Era la sorella di Aida de Acosta, Mercedes de Acosta, Rita de Acosta e Mrs. Frederick Shaw di Londra. Maria in precedenza era stata sposata con Andrew Robeson Sargent, figlio di Charles Sprague Sargent. Maria e Andrew ebbero un figlio, Ignatius Sargent (1914–1999), che frequentò la Groton School e fu membro dell'Università di Harvard, classe del 1937. Sposò Frances Moffat nel 1935.
Chanler morì al Massachusetts General Hospital di Boston il 27 luglio 1961.